# 22932 Orenbrecher
22932 Orenbrecher este un asteroid din centura principală de asteroizi.

## Descriere
22932 Orenbrecher este un asteroid din centura principală de asteroizi. A fost descoperit pe 6 octombrie 1999 la Socorro, New Mexico, în cadrul proiectului LINEAR. Asteroidul prezintă o orbită caracterizată de o semiaxă mare de 2,71 ua, o excentricitate de 0,05 și o înclinație de 1,6° în raport cu ecliptica.